# Paratrypaea
Paratrypaea is een geslacht van kreeftachtigen uit de klasse van de Malacostraca (hogere kreeftachtigen).

## Soorten
- Paratrypaea bouvieri (Nobili, 1904)
- Paratrypaea maldivensis (Borradaile, 1904)